# Ich brauche euch
Ich brauche euch ist ein Filmdrama des Regisseurs Max Färberböck aus dem Jahr 2019. Die Modedesignerin Silvi führt ein zufriedenes Leben, bis in ihrem familiären Umfeld ein Mord geschieht und sie sich um die beiden Kinder kümmern muss. Die daraus folgende emotionale Entwicklung ist dabei das Hauptthema des Films und die Frage nach der Ursache der Tragödie bleibt weitgehend offen.

## Handlung
Modedesignerin Silvi lebt glücklich mit ihrem Lebensgefährten Alexander, bis ihr Leben durch einen Mord umgekrempelt wird. Ihre Schwester Sabine wurde von deren Ehemann umgebracht. Zwar hatte sie mit ihrer Schwester schon längere Zeit keinen Kontakt mehr, dennoch wird ihr nun die Aufgabe zuteil, den Kindern Jani und Alexandra ein neues Zuhause zu geben. Da Silvi nie eigene Kinder haben wollte, stellt sie die neue Situation vor große Herausforderungen. Die Annäherung der Betroffenen zueinander erweist sich insbesondere für Silvi und Jani nicht einfach. Beiden macht der Tod des geliebten Menschen zu schaffen, aber jeder zeigt dies auf seine Weise. Jani möchte dabei die Erinnerung an seine Mutter in Ehren halten. Doch dass Sabine auch Fehler hatte, wird ihm bewusst, als er zufällig ein Gespräch zwischen Silvi und Alexander mit anhört. Silvi hatte zuvor Alexander telefonisch mitgeteilt, dass sie ihre Beziehung für beendet hält, da sie ihn nicht lieben würde. Alexander gibt aber nicht auf und kämpft. In einem persönlichen Gespräch der beiden wird klar, warum Silvi sich gegen eine feste Bindung sträubt. Sie gibt vor, die Liebe nicht zu brauchen, weil es ihr ohne besser ginge. Doch der wahre Grund ist: Sie will nicht den Weg gehen, den ihre Schwester eingeschlagen hatte, denn bei allem scheinbaren Familienglück und dem Streben nach Perfektion und Wohlstand war Sabine in einen tödlichen Strudel geraten. Obwohl ihr Mann sie innig liebte und ihr jeden erdenklichen Wunsch erfüllte, was letztendlich über seine Kräfte ging und er sich ihretwegen bei den Banken verschuldete, hatte sie ihn mit anderen Männern betrogen. Auch wenn sich ihr Schwager noch mehr angestrengt hätte, es hätte nie gereicht. Silvi will für sich deshalb keine feste Partnerschaft, weil sie hilflos mit ansehen musste, was aus einer Ehe werden kann. Nun kommt hinzu, dass sie sich schuldig fühlt, weil sie das Drama dieser Ehe kommen sah. Sie hatte das Unglück von Sabine schon länger erkannt und nichts unternommen. Da Silvi mit diesen Selbstvorwürfen kämpft, kann sie nicht verstehen, was Alexander von so einer Frau will. Doch er erklärt ihr, dass er sie gerade deshalb so lieben würde.

## Produktion, Veröffentlichung
Der Film wurde unter dem Arbeitstitel: Aber ich liebe dich nicht! von Bavaria Fiction im Auftrag des ZDF hergestellt und am 11. Mai 2020 um 20:15 Uhr dort erstausgestrahlt. Auf dem Filmfest München erfolgte die Uraufführung bereits am 28. Juni 2019.

## Rezeption

### Kritik
Rainer Tittelbach von tittelbach.tv merkte an: „Fein nuancierte Annäherung zwischen der Frau, die vorgibt, niemanden längerfristig für ihr Glück zu brauchen, und den Kindern, denen mehr als nur eine Bezugsperson fehlt. Das Schlussbild zeigt eine neue Qualität der Nähe: eine Umarmung – endlich!“
Prisma meinte: „So genau hat man Schauspieler lange nicht mehr vom Leben erzählen sehen. Fast schon Ingmar-Bergman-reif. Der Schluss lässt alles offen. Wie kommt man überhaupt aus seiner Haut heraus, aus diesem – im alten Sinne – beschissenen, immer größer werdenden ‚Social Distancing‘?“
TV Today urteilte: „[...]Das ist spannend, denn Färberböck und Schuchmann erzählen mit geschickten Aussparungen und ambivalenten, unberechenbaren Figuren.“
Die Frankfurter Allgemeine Zeitung bewertete den Film hochwertig und schrieb: „Das alles ist vorzüglich gespielt. Trotz seines hochemotionalen Themas wirkt der Film so nie aufdringlich, auch nicht in seinem anrührenden Finale, in dem sich die seelisch Versehrten endlich hinter ihren Schutzschilden begegnen. Die letzten Worte – „Sag doch einfach Ja. Oder? Bitte!“ – haben in ihrer schlichten Größe die Kraft einer Lebensmaxime. Das ist selten und hallt nach.“

## Einschaltquote
Die Quote lag bei 5,12 Mio. Zuschauern.